# John Hughes-Hallett
Vice-Admiral John Hughes-Hallett (1. december 1901 – 5. april 1972) var en britisk flådeofficer og politiker. Han var leder af flådestyrkerne under Slaget ved Dieppe i 1942.
Hughes-Hallett blev født ind i en fremtrædende militærfamilie. Hans far var oberst Wyndham Hughes-Hallett, hans mor Clementina Loch. De var begge forholdsvis gamle – henholdsvis 56 og 48 – da han blev født. 
Hughes-Hallett havde en fremragende karriere i Royal Navy, hvor han startede som kadet på HMS Lion i maj 1918. Han blev forfremmet op gennem geledderne og under 2. Verdenskrig gjorde han tjeneste i en række stillinger. Under felttoget i Norge i 1940 på HMS Devonshire blev han omtalt i depecher. 
Hughes-Hallett spillede en vigtig rolle ved raids over Den engelske kanal. Han hjalp til med at planlægge disse angreb under Earl Mountbatten og havde kommandoen over flådestyrkerne under det uheldige raid på Dieppe i 1942. Selv om angrebet i sig selv ikke var nogen succes, og kostede store tab, førte det til implementering af nye strategier for operationer over Kanalen. 
Hvem der rent faktisk fik ideen om Mulberry-havnene er omstridt, men nogle mener at det var Hughes-Hallett. På et møde efter angrebet på Dieppe erklærede han, at hvis man ikke kunne erobre en havn, måtte man tage en med over Kanalen. Selv om den ide blev afvist på daværende tidspunkt, begyndte ideen om Mulberry-havne at tage form, da Hughes-Hallett blev flådens stabschef for planlæggerne af Operation Overlord.
Hughes-Hallett blev kommandørkaptajn og ledede Channel Assault Force og var flådestabschef (X) fra 1942 til 1943. Blandt de fem Assault Forces havde Hughes-Halletts Force "J" en klar fordel i begyndelsen af træningen i forhold til de andre fire, da dens kerne var blevet dannet helt tilbage i oktober 1942, med hovedkvarter ved Cowes. Den 1. maj 1943 efterfulgte Hughes-Hallett kontreadmiral Philip Vian som leder af flådesektionen ved Supreme Allied Command. Han gjorde tjeneste som kaptajn på HMS Jamaica fra december 1943. Efter krigen havde han kommandoen over HMS Vernon, (1946-1948). Vernon i Portsmouth var flådens torpedo træningscenter og måtte slås med de problemer der opstod i kølvandet på den nylige etablering af den elektriske sektion. Indtil da var de elektriske systemer på skibene blevet vedligeholdt af torpedofolk, men de var blevet så indviklede, at det blev besluttet at etabelere en særskilt sektion. Derpå havde han kommandoen over HMS Illustrious(1948-1949) og herefter var han Vice-Controller over flåden i Bath, 1950-1952 og derpå leder af Heavy Squadron, Home Fleet, 1952-1953. Han holdt streng disciplin og blev til tider kaldt 'Hughes-Hitler'.
Hughes-Hallett tog sin af sted fra Royal Navy i 1954 som viceadmiral da han blev opstillet til underhuset for Det konservative parti. Der opstod et problem da han forhørte sig ved admiralitetet om hvilken pension han kunne påregne – dengang fik parlamentsmedlemmer ikke pension – og han fejlagtigt fik opgivet et alt for højt beløb. Da han opdagede det, truede han med retssag, og da han nu var blevet parlamentsmedlem var dette meget pinligt for regeringen. Det blev diskuteret på regeringsniveau ved mindst to lejligheder . Efter at være blevet valgt til parlamentet første gang i september 1954 sad han som medlem for Croydon East og senere Croydon North East indtil valget i 1964. Han var britisk repræsentant i Europarådet 1958-1960 og parlamentarisk sekretær for Transportministeriet vedrørende skibsfart og skibsbygning 1961-1964. I 1958-1959 samlingen fik han vedtaget et personligt forslag. Det blev til en lov om kørsel på motorcykler. Han var meget populær blandt de unge konservative og altid interesseret i deres aktiviteter. 
I slutningen af 1960'erne blev han ramt af et alvorligt slagtilfælde, hvilket hæmmede hans aktiviteter. I hans sidste år boede han i Slindon ved Arundel, Sussex, England og døde i 1972. Han giftede sig aldrig. Han havde lavet et udkast til sine memoirer, men de er endnu ikke blevet udgivet. Hans broder, Sir (Cecil) Charles Hughes-Hallett, var kontreadmiral.

## På film
Kaptajn Hughes-Hallett var en hovedperson i den canadiske miniserie Dieppe  hvor han blev spillet af Robert Joy.